# Callidula
Callidula is een geslacht van vlinders van de familie Callidulidae.

## Soorten
- C. arctata (Butler, 1877)
- C. aruana (Butler, 1877)
- C. atata (Swinhoe, 1909)
- C. aureola (Swinhoe, 1905)
- C. biplagiata (Butler, 1887)
- C. dichroa (Boisduval, 1832)
- C. erycinoides (Felder, 1868)
- C. evander (Cramer, 1782)
- C. fasciata (Butler)
- C. formosana Wileman
- C. hypoleuca (Butler, 1887)
- C. kobesi Holloway, 1998
- C. lata (Pagenstecher, 1887)
- C. lunigera (Butler, 1879)
- C. miokensis Pagenstecher, 1894
- C. nenia Druce, 1888
- C. nigresce (Butler, 1887)
- C. oceanitis (Joicey & Talbot)
- C. plagalis (Felder, 1868)
- C. plioxantha (Kirsch, 1877)
- C. posticalis (Guérin-Meneville, 1831)
- C. propinqua (Butler, 1877)
- C. scotti (Mac Lay, 1886)
- C. sobah (pagenstecher, 1886)
- C. versicolor (Felder, 1868)
- C. waterstradti Holloway, 1998